# Puskás Aréna
La Puskás Aréna è uno stadio calcistico di Budapest, situato nel quattordicesimo distretto della capitale ungherese (Zugló). Ospita le partite casalinghe della nazionale ungherese di calcio.
Edificato tra il 2017 e il 2019, è stato inaugurato il 15 novembre 2019 e ha una capienza di 67 889 posti a sedere. Sorge sul sito dello stadio Ferenc Puskás, la cui demolizione fu completata nel 2017; entrambi gli stadi recano il nome del fuoriclasse magiaro Ferenc Puskás.
La Federcalcio ungherese ha soddisfatto i requisiti degli stadi UEFA e FIFA e l'impianto ha ottenuto la valutazione a quattro stelle.

## Storia
Nel 2011, a inizio progettazione, il costo della costruzione del nuovo stadio fu fissato inizialmente a 35 miliardi di fiorini ungheresi.. Tre anni dopo, il 1º agosto 2014, al Nemzeti Sport Központ, il centro sportivo del Comitato Olimpico Ungherese, venne presentato il progetto finale di quello che sarebbe diventato il nuovo stadio nazionale ungherese. L'architetto ungherese György Skardelli, che è anche il progettista della vicina arena coperta, la László Papp Budapest Sports Arena, mostrò i suoi piani originali che non includevano la demolizione dello stadio originale
Nel 2014 il progetto iniziale venne votato come la migliore architettura per Stadiumdb.com, sito specializzato in impiantistica sportiva, che lodava l'architettura fantasiosa e la vista che aveva sullo skyline della città.
Il 19 settembre 2014 la UEFA scelse Budapest per ospitare tre partite della fase a gironi e un ottavo di finale in occasione di EURO 2020 e Sándor Csányi, presidente della Federcalcio magiara, dichiarò che il fatto che Budapest potesse ospitare gli Europei 2020 era un grande risultato della diplomazia sportiva ungherese.
Il 23 febbraio 2017 János Lázár, Ministro dell'ufficio del Primo Ministro, dichiarò che il costo dello stadio sarebbe salito a 190 miliardi di fiorini ungheresi dai 100 miliardi precedentemente stimati. Tale budget, circa 610 milioni di euro, superava di gran lunga il 100% delle stime dei costi originali, diventando così molto più costoso di stadi di dimensioni simili in Europa come l'Allianz Arena di Monaco o l'Emirates Stadium dell'Arsenal. Al momento della costruzione ci furono quindi due tentativi di tagliare elementi superflui del progetto che ridimensionarono il progetto a causa dell'enorme inflazione nonché il desiderio di costruire un altro nuovo stadio di atletica leggera a Budapest dal primo ministro ungherese Viktor Orbán in vista della candidatura alle Olimpiadi 2024.
Il 29 giugno 2018 venne aperto il Centro visitatori. Balázs Fürjes, ministro responsabile per Budapest e la sua agglomerazione, disse in occasione dell'inaugurazione che il nuovo stadio sarebbe stato un impianto polifunzionale in grado di ospitare anche concerti e conferenze, affermando l'intenzione di ospitare la Finale della UEFA Champions League 2020-2021, poi assegnata prima allo Stadio olimpico Atatürk di Istanbul e poi in realtà disputata allo Stadio do Dragão di Porto. I servizi allo stadio sarebbero inoltre stati completamente cashless, accettando solo le carte o i sistemi NFC.
Tutti i posti vennero montati entro il 2 ottobre 2019 e il 15 novembre 2019 l'arena venne aperta al pubblico per la prima volta con la partita Ungheria-Uruguay. L'idea di invitare la squadra nazionale di calcio dell'Uruguay fu di Károly Jankovics, presidente della comunità ungherese a Montevideo. La partita, programmata per essere l'ultima di Zoltán Gera con la nazionale, in realtà non fu da lui disputata in quanto infortunato.
Una volta inaugurato è diventato lo stadio nazionale della nazionale ungherese ma ha ospitato anche grandi eventi come la Supercoppa europea 2020 tra Bayern Monaco e Siviglia nonché due partite casalinghe del Ferencváros nella UEFA Champions League 2020-2021, nonché alcuni match in campo neutro nella stessa edizione a causa dei problemi logistici di alcune squadre per via della Pandemia di COVID-19 in Europa.
Il 15 giugno 2021 ha ospitato la sua prima partita di EURO 2020. Quella tra Ungheria e Portogallo è stata la prima a capienza al 100%, essendo lo stadio di Budapest l'unico della manifestazione a consentire l'ingresso integrale, a differenza degli altri impianti che per via delle limitazioni dovuti al COVID-19 hanno previsto un numero limitato di spettatori.
Il 31 maggio 2023 ha ospitato la finale di UEFA Europa League 2022-2023 tra Siviglia e Roma, vinta dagli spagnoli ai calci di rigore.
Nel maggio successivo Azahriah è stato il primo artista ungherese a riempire l'impianto per tre serate di fila.

## Incontri calcistici di rilievo

### UEFA Euro 2020
| Arbitro: | Cüneyt Çakır |

|  |           |                                         |
|  | Marcatori | 84’ Guerreiro 87’ (rig.), 90+2’ Ronaldo |

| Arbitro: | Michael Oliver |

|             |           |               |
| Fiola 45+2’ | Marcatori | 66’ Griezmann |

| Arbitro: | Antonio Mateu Lahoz |

|                                |           |                           |
| Ronaldo 31’ (rig.), 60’ (rig.) | Marcatori | 45+2’ (rig.), 47’ Benzema |

### UEFA Europa League
| Data             | Ora (CEST) | Turno         | Squadra numero 1 | Risultato           | Squadra numero 2 | Stagione  | Spettatori |
| ---------------- | ---------- | ------------- | ---------------- | ------------------- | ---------------- | --------- | ---------- |
| 31 maggio 2023   | 21:00      | Finale        | Siviglia         | 1-1 (dts) 4-1 (dtr) | Roma             | 2022-2023 | 61 476     |
| 30 novembre 2023 | 18:45      | Fase a gironi | Maccabi Haifa    | 0 - 3               | Rennes           | 2023-2024 | 0          |

### UEFA Nations League 2022-2023 - Lega A
| Arbitro: | Artur Soares Dias |

|                       |           |  |
| Szoboszlai 66’ (rig.) | Marcatori |  |

| Arbitro: | José María Sánchez Martínez |

|         |           |            |
| Nagy 6’ | Marcatori | 9’ Hofmann |

| Arbitro: | Benoît Bastien |

|  |           |                           |
|  | Marcatori | 27’ Raspadori 52’ Dimarco |

### UEFA Nations League 2024-2025 - Lega A
| Budapest 10 settembre 2024, ore 20:45 UTC+2 | Ungheria    | 0 – 0 referto | Bosnia ed Erzegovina | Puskás Aréna (46 443 spett.)\| Arbitro: \| Marco Guida \| |
| Arbitro:                                    | Marco Guida |               |                      |                                                           |

| Arbitro: | Lukas Fähndrich |

|            |           |              |
| Sallai 32’ | Marcatori | 83’ Dumfries |

| Arbitro: | Duje Strukan |

|                         |           |            |
| Szoboszlai 90+9’ (rig.) | Marcatori | 76’ Nmecha |

### Amichevoli internazionali
| Arbitro: | Damir Skomina |

|            |           |                          |
| Szalai 24’ | Marcatori | Cavani 15’ Rodríguez 21’ |